# Svante August Arrhenius
Svante August Arrhenius (Viks slott, Suecia, 19 de febrero de 1859-Estocolmo, 2 de octubre de 1927) fue un científico (originalmente físico y más tarde químico) y profesor sueco galardonado con el Premio Nobel de Química de 1903 por su contribución al desarrollo de la química con sus experimentos en el campo de la disociación electrolítica.

## Biografía
Svante Arrhenius nació el 19 de febrero de 1859 en el castillo de Vik, cerca de Upsala.
A la edad de tres años, observando los libros de contabilidad de su padre, se convirtió en un prodigio de la aritmética.[cita requerida]
A la edad de 8 años ingresó a la Catedral School de Upsala, iniciando en el quinto grado, distinguiéndose en las materias de física y matemáticas, se graduó en 1876 como el estudiante más joven y capaz. Asistió a la universidad de esa misma ciudad cuando tenía 17 años de edad. Insatisfecho con los estudios de física de esta universidad se trasladó a la Universidad de Estocolmo.
En 1911, durante una visita a los Estados Unidos, fue galardonado con la primera medalla Willard Gibbs y en 1914 recibió la medalla Faraday.
Falleció en la ciudad de Estocolmo el 2 de octubre de 1927.

## Aportes
En 1884 Arrhenius desarrolló la teoría de la existencia del ion, ya predicho por Michael Faraday en 1830, a través de la electrólisis.
Siendo estudiante, mientras preparaba el doctorado en la universidad de Uppsala, investigó las propiedades conductoras de las disoluciones electrolíticas, que formuló en su tesis doctoral. Su teoría afirma que en las disoluciones electrolíticas, los compuestos químicos disueltos se disocian en iones, manteniendo la hipótesis de que el grado de disociación aumenta con el grado de dilución de la disolución, que resultó ser cierta solo para los electrolitos débiles. Creyendo que esta teoría era errónea, le aprobaron la tesis con la mínima calificación posible. Esta teoría fue objeto de muchos ataques, especialmente por lord Kelvin, viéndose apoyada por Jacobus Van't Hoff, en cuyo laboratorio había trabajado como becario extranjero (1886-1890), y por Wilhelm Ostwald.
Su aceptación científica le valió la obtención del premio Nobel de Química en 1903, en reconocimiento a los extraordinarios servicios prestados al avance de la química a través de su teoría de la disociación electrolítica.
Proclamó en 1896 que los combustibles fósiles podrían dar lugar o acelerar el calentamiento de la tierra, al sugerir que existía relación entre la cantidad de dióxido de carbono en la atmósfera y la temperatura global.
Aparte de la citada teoría trabajó en diversos aspectos de la físico-química, como las velocidades de reacción, sobre la práctica de la inmunización y sobre astronomía. Así, en 1889 descubrió que la velocidad de las reacciones químicas aumenta con la temperatura, en una relación proporcional a la concentración de moléculas existentes.

## Efecto invernadero

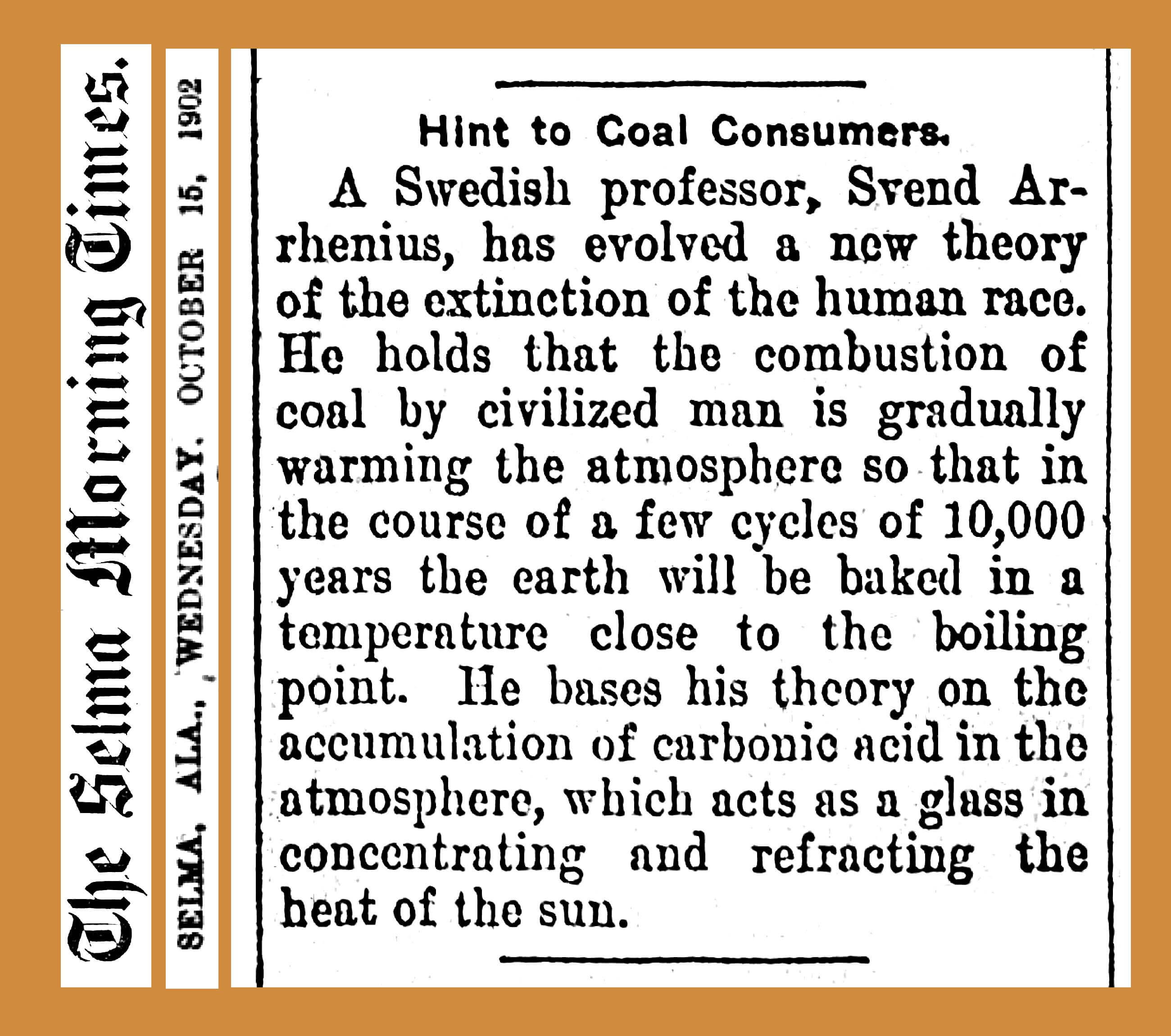
Este artículo de 1902 atribuye a Arrhenius una teoría de que la combustión de carbón podría causar cierto grado de calentamiento global que eventualmente conduciría a la extinción humana..

Al desarrollar una teoría para explicar las edades de hielo, Arrhenius, en 1896, fue el primero en utilizar principios básicos de química física para calcular estimaciones del grado en que los aumentos del dióxido de carbono atmosférico (CO2) aumentará la temperatura de la superficie de la Tierra a través del efecto invernadero.Estos cálculos le llevaron a concluir que las emisiones de CO2 de origen humano, procedentes de la quema de combustibles fósiles y otros procesos de combustión, son lo suficientemente grandes como para causar el calentamiento global. Esta conclusión ha sido ampliamente probada, ganándose un lugar en el núcleo de la ciencia climática moderna. Arrhenius, en este trabajo, se basó en el trabajo previo de otros científicos famosos, entre ellos Joseph Fourier, John Tyndall y Claude Pouillet.Arrhenius quería determinar si los gases de efecto invernadero podrían contribuir a explicar la variación de temperatura entre los períodos glaciales e interglaciares.Arrhenius utilizó observaciones infrarrojas de la luna – realizadas por Frank Washington Very y Samuel Pierpont Langley en el Observatorio Allegheny en Pittsburgh – para calcular cuánta radiación infrarroja (calor) es capturado por el vapor de CO2 y agua (H2O) en la atmósfera terrestre. Utilizando la "ley de Stefan" (más conocida como la ley de Stefan-Boltzmann), formuló lo que llamó una "regla".
En su forma original, la regla de Arrhenius dice lo siguiente:
si la cantidad de ácido carbónico aumenta en progresión geométrica, el aumento de la temperatura aumentará casi en progresión aritmética.
Aquí, Arrhenius se refiere al CO2 como ácido carbónico (que se refiere sólo a la forma acuosa H2CO3 en el uso moderno). La siguiente formulación de la regla de Arrhenius todavía se utiliza en la actualidad:
{\displaystyle \Delta F=\alpha \ln(C/C_{0})}
donde {\displaystyle C_{0}} es la concentración de CO2 al inicio (tiempo cero) del período en estudio (si se utiliza la misma unidad de concentración para ambos {\displaystyle C} y {\displaystyle C_{0}}, entonces no importa qué unidad de concentración se utilice); {\displaystyle C} es la concentración de CO2 al final del período estudiado; ln es el logaritmo natural (= log base e (loge)); y {\displaystyle \Delta F} es el aumento de la temperatura, en otras palabras, el cambio en la tasa de calentamiento de la superficie de la Tierra (forzamiento radiativo), que se mide en Watts por metro cuadrado.  Derivaciones de modelos de transferencia radiativa atmosférica han encontrado que {\displaystyle \alpha } (alfa) para el CO2 es 5,35 (± 10%) W/m2 para la atmósfera de la Tierra.

Arrhenius en la primera conferencia Solvay sobre química en 1922 en Bruselas.

Basado en información de su colega Arvid Högbom, Arrhenius fue el Primera persona en predecir que las emisiones de dióxido de carbono procedentes de la quema de combustibles fósiles y otros procesos de combustión eran lo suficientemente grandes como para provocar el calentamiento global. En su cálculo, Arrhenius incluyó la retroalimentación de los cambios en el vapor de agua así como los efectos latitudinales, pero omitió las nubes, la convección de calor hacia arriba en la atmósfera y otros factores esenciales. Su trabajo se considera actualmente menos como una cuantificación precisa del calentamiento global que como la primera demostración de que los aumentos del CO2 atmosférico causarán el calentamiento global, en igualdad de condiciones.
Los valores de absorción de CO2 de Arrhenius y sus conclusiones fueron criticados por Knut Ångström en 1900, quien publicó el primer espectro de absorción infrarrojo moderno de CO2 con dos bandas de absorción. , y publicó resultados experimentales que parecían mostrar que la absorción de radiación infrarroja por el gas en la atmósfera ya estaba "saturada", por lo que agregar más no podía hacer ninguna diferencia. Arrhenius respondió enérgicamente en 1901 ("Annalen der Physik"), descartando la crítica por completo. Abordó brevemente el tema en un libro técnico titulado Lehrbuch der kosmischen Physik (1903).
Más tarde escribió "Världarnas utveckling" (1906) (alemán: Das Werden der Welten [1907], inglés: Worlds in the Making [1908]) dirigido a una audiencia general, donde sugirió que la emisión humana de CO2 sería lo suficientemente fuerte como para evitar que el mundo entre en una nueva edad de hielo, y que sería necesaria una Tierra más cálida. para alimentar a la población en rápido aumento:
"En cierta medida la temperatura de la superficie terrestre, como veremos a continuación, está condicionada por las propiedades de la atmósfera que la rodea, y particularmente por la permeabilidad de ésta a los rayos de calor." (pág. 46)
"El gran físico francés Fourier sugirió alrededor de 1800 que las envolturas atmosféricas limitan las pérdidas de calor de los planetas. Sus ideas fueron desarrolladas posteriormente por Pouillet y Tyndall. Su teoría ha sido denominada teoría del invernadero, porque "Pensé que la atmósfera actuaba a la manera de los cristales de los invernaderos". (pág.51)
"Si la cantidad de ácido carbónico [ CO2 + H2O → H2CO 3 (ácido carbónico) ] en el aire descendiera a la mitad de su porcentaje actual, la temperatura descendería aproximadamente 4°; una disminución a un cuarto reduciría la temperatura en 8°. Por otra parte , cualquier duplicación del porcentaje de dióxido de carbono en el aire elevaría la temperatura de la superficie terrestre en 4°; y si el dióxido de carbono se cuadriplicara, la temperatura aumentaría en 8°." (pág.53)
"Aunque el mar, al absorber ácido carbónico, actúa como un regulador de enorme capacidad, que absorbe alrededor de cinco sextas partes del ácido carbónico producido, todavía reconocemos que el ligero porcentaje de ácido carbónico en la atmósfera puede verse afectado por los avances En el transcurso de unos cuantos siglos, el modo de funcionamiento de la industria cambiará notablemente. (pág.54)
"Puesto que, ahora, las épocas cálidas se han alternado con períodos glaciares, incluso después de la aparición del hombre sobre la tierra, tenemos que preguntarnos: ¿Es probable que en las próximas eras geológicas nos visite un nuevo período glacial que nos expulse de nuestros países templados hacia los climas más cálidos de África? No parece haber muchos motivos para ello. La enorme combustión de carbón por nuestros establecimientos industriales basta para aumentar el porcentaje de dióxido de carbono en el aire hasta un grado perceptible." (p. 61)
"A menudo oímos lamentaciones de que el carbón almacenado en la tierra es malgastado por la generación actual sin pensar en el futuro, y nos aterroriza la terrible destrucción de vidas y bienes que ha seguido a las erupciones volcánicas de nuestros días. Podemos encontrar una especie de consuelo en la consideración de que aquí, como en cualquier otro caso, hay bien mezclado con el mal. Por la influencia del creciente porcentaje de ácido carbónico en la atmósfera, podemos esperar disfrutar de épocas con climas más ecuánimes y mejores, especialmente en lo que se refiere a las regiones más frías de la Tierra, épocas en las que la Tierra producirá cosechas mucho más abundantes que en la actualidad, en beneficio de la humanidad que se propaga rápidamente." (p. 63)

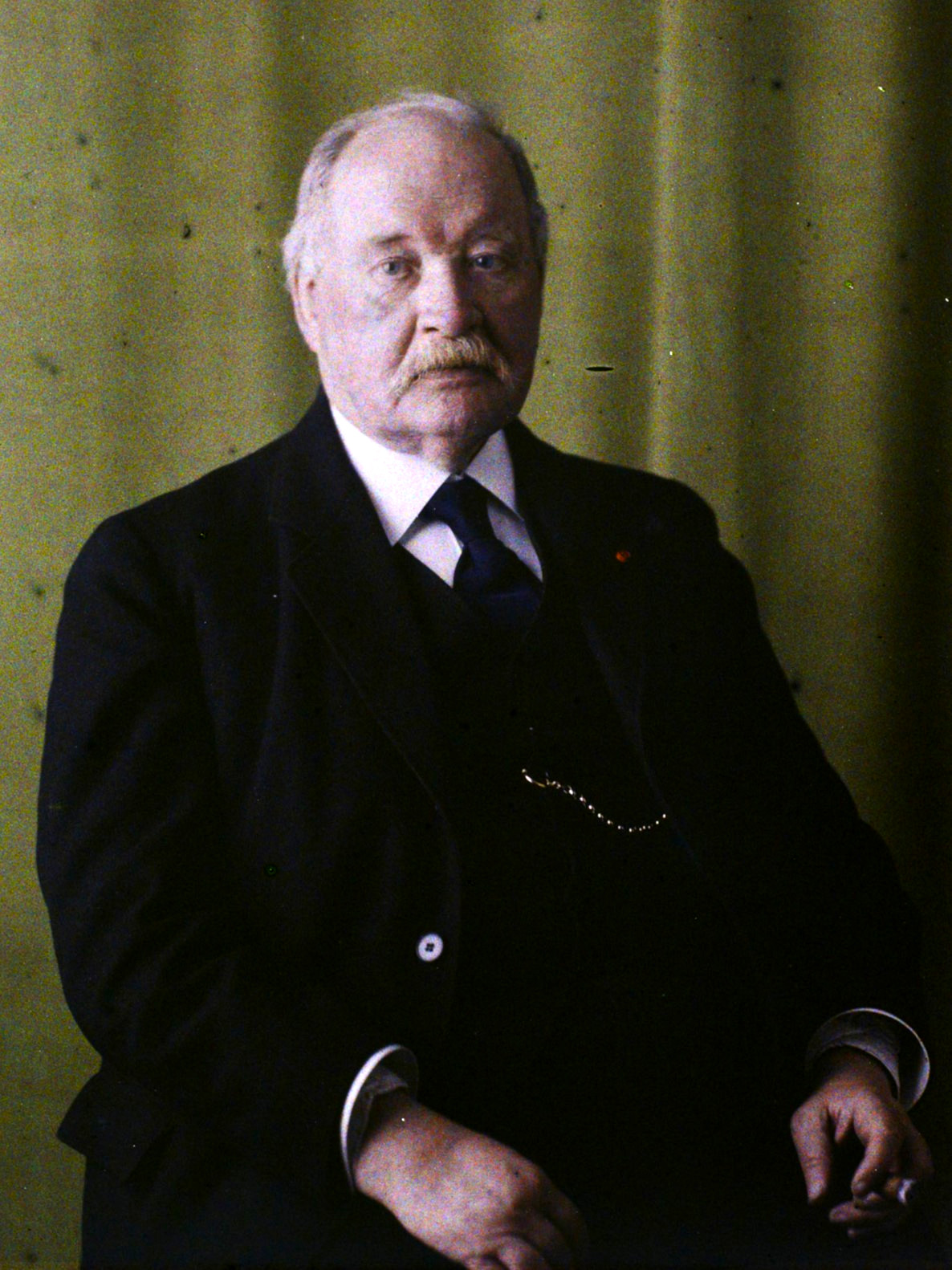
Retrato autocromo de Auguste Léon, 1922.

Por este entonces, la explicación generalmente aceptada por consenso es que, históricamente, el forzado orbital ha determinado el tiempo de las edades de hielo, con el CO2 actuando como un factor de realimentación positiva esencial.

## Obras
- 1884. Recherches sur la conductivité galvanique des électrolytes, doctoral dissertation, Stockholm, Royal publishing house, P.A. Norstedt & söner, 89 pp.
- 1896a. Ueber den Einfluss des Atmosphärischen Kohlensäure Gehalts auf die Temperatur der Erdoberfläche, in the Proc. of the Royal Swedish Academy of Sci. 22 (1 ): 1-101 Estocolmo 1897
- 1896b. On the Influence of Carbonic Acid in the Air upon the Temperature of the Ground, Londres, Edimburgo, Dublin Philosophical Magazine and Journal of Science (5.ª series) 41: 237-275, abril de 1896
- 1900. Lärobok i teoretisk elektrokemi (en alemán en 1901 Lehrbuch der Elektrochemie)
- 1901a. Ueber die Wärmeabsorption durch Kohlensäure, Annalen der Physik 4: 690–705
- 1901b. Über Die Wärmeabsorption Durch Kohlensäure Und Ihren Einfluss Auf Die Temperatur Der Erdoberfläche. Abstract of the Proc. of the Royal Academy of Sci. 58: 25–58
- 1903. Lehrbuch der Kosmischen Physik, Vol I and II, S. Hirschel publishing house, Leipzig, 1026 pp.
- 1906. Die vermutliche Ursache der Klimaschwankungen, Meddelanden från K. Vetenskapsakademiens Nobelinstitut 1 ( 2): 1–10
- 1906. Världarnas utveckling (al alemán en 1908 Das Werden der Welten. Akademische Verlagsgesellschaft Leipzig, übersetzt aus dem Schwedischen von L. Bamberger), Academic Publishing House, Leipzig, 208 pp.
- 1907 Immunochemistry. Ed. Macmillan, 309 pp. Reimpreso por BiblioBazaar, 325 pp. 2008, ISBN 0559028431, ISBN 9780559028434
- 1912 Theories of Solutions. Vol. 8 de Yale University. Mrs. Hepsa Ely Silliman memorial lectures.

Author	Svante Arrhénius. 247 pp.
- 1915 Quantitative Laws in Biological Chemistry 164 pp.
- 1919 Kemien och det moderna livet (al alemán en 1922 Chemie und das moderne Leben)
- 1926 Erde und Weltall

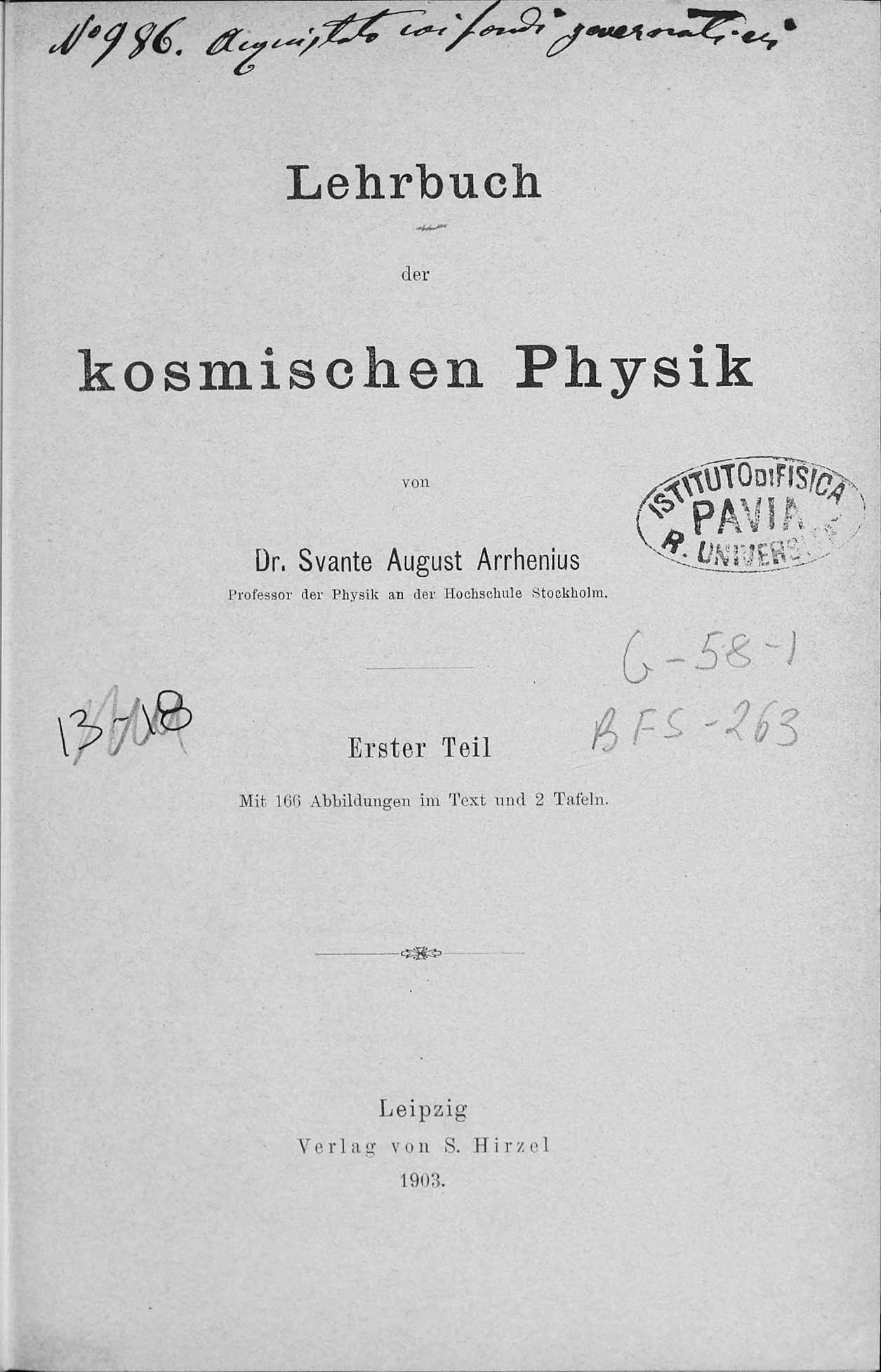
Lehrbuch der kosmischen Physik, 1903

## Premios y reconocimientos
- Premio Nobel de Química
- Premio Willard Gibbs
- En su honor se bautizó la ecuación de Arrhenius formulada por van't Hoff
- El cráter lunar Arrhenius[17] y el cráter Arrhenius de Marte.[18]
- El asteroide (5697) Arrhenius también conmemora su nombre.[19]